# Stuart Townsend
Stuart Peter Townsend (ur. 15 grudnia 1972 w Howth) – irlandzki aktor, reżyser i scenarzysta filmowy, teatralny, i telewizyjny.

## Życiorys

### Wczesne lata
Urodził się w Howth, w hrabstwie Fingal jako najstarszy z trojga dzieci zawodowego gracza w golfa Petera Townsenda i modelki Lorny Townsend (zm. 1994). Dorastał z młodszym rodzeństwem - bratem Dylanem (ur. 1985) i siostrą Chloe (ur. 1987). Po trzech latach od śmierci jego matki, jego ojciec w 1997 roku ożenił się ponownie z Sofią, z którą ma syna Hugo (ur. 2000) i córkę Ellę (ur. 2005).
Podobnie jak popularny irlandzki aktor Colin Farrell ukończył Gaiety School of Acting w Dublinie, gdzie brał udział w szkolnym spektaklu Rozrywają czarny żagiel (Tear Up The Black Sail) w Project Theater. 

### Kariera
W 1994 roku zadebiutował na profesjonalnej scenie w przedstawieniu Prawdziwe linie (True Lines) na scenie Bickerstaffe Theatre Company w Kilkenny. Następnie związał się z Bush Theatre w Londynie, z którym wystąpił na Festiwalu Teatralnym w Dublinie. Zagrał jeszcze m.in. w takich inscenizacjach jak Chłopak Borstalu (Borstal Boy), Magiczne rondo (Magic Roundabout), Niewidzialna ręka (The Unseen Hand) i na londyńskiej scenie w sztuce Tennessee Williamsa Orfeusz zstępujący (Orpheus Descending, 2000) w roli Vala Xaviera.
Na ekranie pojawił się po raz pierwszy w dwóch krótkometrażowych filmach irlandzkich: 15-minutowym sci-fi Boża petycja (Godsuit, 1993) i dwa lata później w 26-minutowym dramacie Letni czas (Summertime, 1995). Następnie zagrał w kinowym dramacie Trojan Eddie (1996). Swoją karierę na dużym ekranie kontynuował w komedii romantycznej Polowanie na grube ryby (Shooting Fish, 1997) i dramacie Naga dusza (Under the Skin, 1997). Rola młodego protestanta, szefa gangu „Resurrection Men” i psychotycznego terrorysty w thrillerze Morderca z Belfastu (Resurrection Man, 1998) przyniosła mu nagrodę na Fantafestival w Rzymie. We francuskim dramacie Facet do towarzystwa (Mauvaise passe, 1999) był za dnia kelnerem, w nocy – panem do towarzystwa. Zwrócił na siebie uwagę rolą ubogiego żydowskiego studenta, pragnącego zmieniać świat w melodramacie fantasy Szymon Mag (Simon Magus, 1999). Uznanie zdobył jako tytułowy uwodziciel w komedii romantycznej Wszystko o Adamie (About Adam, 2000). W nominowanym do nagrody Saturna horrorze Królowa potępionych (Queen of the Damned, 2002) z Aaliyah w roli tytułowej, pojawił się jako wampir Lestat de Lioncourt. Zagrał postać Doriana Graya w sensacyjnym filmie fantasy Liga niezwykłych dżentelmenów (The League of Extraordinary Gentlemen, 2003).

### Życie prywatne
Spotykał się z aktorką Parker Posey. Na planie filmowym thrillera 24 godziny (Trapped, 2002), gdzie zagrał główną rolę cenionego anestezjologa, poznał Charlize Theron. Rok potem zaręczyli się i wystąpili razem w melodramacie Głowa w chmurach (2004). Zamieszkali w Los Angeles. W styczniu 2010 zakończył się ich dziewięcioletni związek.

## Filmografia

### Filmy fabularne
- 1996: Trojan Eddie jako Dermot
- 1997: Polowanie na grube ryby (Shooting Fish) jako Jez
- 1997: Naga dusza (Under the Skin) jako Tom
- 1998: Morderca z Belfastu (Resurrection Man) jako Victor Kelly
- 1999: Szymon Mag (Simon Magus) jako Dovid Bendel
- 1999: Wonderland jako Tim
- 1999: The Venice Project jako Lark/Gippo the Fool
- 1999: The Escort jako Tom
- 1999: Facet do towarzystwa (Mauvaise passe) jako Tom
- 2000: Wszystko o Adamie (About Adam) jako Adam
- 2002: 24 godziny (Trapped) jako William Jennings
- 2002: Królowa potępionych (Queen of the Damned) jako Lestat de Lioncourt
- 2003: Pokerzyści (Shade) jako Vernon
- 2003: Liga niezwykłych dżentelmenów (The League of Extraordinary Gentlemen jako Dorian Gray
- 2004: Głowa w chmurach (Head in the Clouds) jako Guy
- 2004: Atomik Circus – Le retour de James Bataille
- 2005: Night Stalker jako Carl Kolchak
- 2005: The Best Man jako Olly Pickering
- 2005: Gol! (Goal!) jako Joe Byrne
- 2005: Æon Flux jako Monican
- 2007: Teoria chaosu (Chaos Theory) jako Buddy
- 2007: Bitwa w Seattle (Battle in Seattle) - reżyseria
- 2013: A Stranger in Paradise jako Paul

### Seriale TV
- 2005: Will & Grace (Para nie do pary) jako Edward
- 2005: Robot Chicken jako Explorer
- 2005-2006: Night Stalker jako Carl Kolchak
- 2011-2012: XIII jako XIII
- 2013: Betrayal jako Jack McAllister
- 2015: Elementary jako Del Gruner
- 2015: Salem jako dr Samuel Wainwright
- 2017: Prawo i porządek: sekcja specjalna jako Declan Trask

## Nagrody i nominacje
| Rok  | Nagroda                        | Kategoria                 | Film                                   | Rezultat  |
| ---- | ------------------------------ | ------------------------- | -------------------------------------- | --------- |
| 1998 | Fantafestival                  | Najlepszy aktor           | Morderca z Belfastu (Resurrection Man) | Wygrana   |
| 2003 | Irish Film & Television Awards | Najlepszy aktor w filmie  |                                        | Nominacja |
| 2008 | Irish Film & Television Awards | Najlepszy skrypt w filmie |                                        | Nominacja |
| 2013 | WorldFest                      | Najlepszy aktor           | XIII                                   | Wygrana   |